# Sphecozone bicolor
Sphecozone bicolor är en spindelart som först beskrevs av Hercule Nicolet 1849.  Sphecozone bicolor ingår i släktet Sphecozone och familjen täckvävarspindlar. Inga underarter finns listade i Catalogue of Life.